# 국어의 로마자 표기법
국어의 로마자 표기법(영어: Revised Romanization of Korean) 또는 문화관광부 2000년식 표기법은 한국어를 로마자로 표기하는 방법의 대한민국 표준으로, 표준 발음법에 맞추어 쓰는 것을 원칙으로 한다. 문화체육관광부가 2014년 12월 5일 고시하였다. 2000년 7월 7일에 인터넷시대에 맞지 않는 반달표와 어깨점을 없애고 한국인과 외국인 모두에게 편리한 방향으로 개정한 문화관광부안이 고시되었는데, 이것을 일부 개정하여 2014년에 문화체육관광부가 「국어의 로마자 표기법」을 고시하여 현재까지 시행되고 있다.

## 자음
자음은 위치에 따라서 로마자가 다른 경우가 있다.

### 파열음
| 한글 자모 | 로마자 (초성, 모음 앞 종성) | 로마자 (모음 앞이 아닐 때 종성) |
| --------- | --------------------------- | ------------------------------- |
| ㄱ        | g                           | k                               |
| ㄲ        | kk                          | k                               |
| ㅋ        | k                           | k                               |
| ㄷ        | d                           | t                               |
| ㄸ        | tt                          | (없음)                          |
| ㅌ        | t                           | t                               |
| ㅂ        | b                           | p                               |
| ㅃ        | pp                          | (없음)                          |
| ㅍ        | p                           | p                               |

### 파찰음
| 한글 자모 | 로마자 (초성, 모음 앞 종성) | 로마자 (모음 앞이 아닐 때 종성) |
| --------- | --------------------------- | ------------------------------- |
| ㅈ        | j                           | t                               |
| ㅉ        | jj                          | (없음)                          |
| ㅊ        | ch                          | t                               |

### 마찰음
| 한글자모 | 로마자 (초성, 모음 앞 종성) | 로마자 (모음 앞이 아닐 때 종성) |
| -------- | --------------------------- | ------------------------------- |
| ㅅ       | s                           | t                               |
| ㅆ       | ss                          | t                               |
| ㅎ       | h                           | t                               |

### 비음
| 한글 자모 | 로마자 (초성) | 로마자 (모음 앞 종성) | 로마자 (모음 앞이 아닐 때 종성) |
| --------- | ------------- | --------------------- | ------------------------------- |
| ㄴ        | n             | n                     | n                               |
| ㅁ        | m             | m                     | m                               |
| ㅇ        | 없음          | ng                    | ng                              |

### 유음
| 한글 자모 | 로마자 (초성) | 로마자 (종성) |
| --------- | ------------- | ------------- |
| ㄹ        | r             | l             |

- 단, ‘ㄹㄹ’은 ‘ll’로 적는다.
  - 예) 선릉역[설릉역] (Seolleung Station)

## 모음
| 한글 자모 | 로마자 |
| --------- | ------ |
| ㅏ        | a      |
| ㅓ        | eo     |
| ㅗ        | o      |
| ㅜ        | u      |
| ㅡ        | eu     |
| ㅣ        | i      |
| ㅐ        | ae     |
| ㅔ        | e      |
| ㅚ        | oe     |
| ㅟ        | wi     |

| 한글 모음 | 로마자 |
| --------- | ------ |
| ㅑ        | ya     |
| ㅕ        | yeo    |
| ㅛ        | yo     |
| ㅠ        | yu     |
| ㅒ        | yae    |
| ㅖ        | ye     |
| ㅘ        | wa     |
| ㅙ        | wae    |
| ㅝ        | wo     |
| ㅞ        | we     |
| ㅢ        | ui     |

- 'ㅢ'는 'ㅣ'로 소리나더라도 'ui'로 쓴다.
  - 예) 광희문[광히문] (Gwanghuimun)

## 예시
- 서울: Seoul
- 경기도: Gyeonggi-do

문화재명이나 자연 지물명, 인공 축조물명은 붙임표('-') 없이 적는다. 고유 명사이므로 첫 글자를 대문자로 적는다.
- 대관령: Daegwallyeong
- 속리산: Songnisan

주소를 쓸 경우 지명과 행정 구역 단위(도, 시, 군, 구, 읍, 면, 동, 리)와 '가'를 붙임표('-')로 분리해야한다. 이때 붙임표 앞뒤에서 일어나는 음운 변화와 이름에서 일어나는 음운 변화는 표기에 반영하지 않고, '시, 군, 읍'의 행정 구역은 생략이 가능하다. 고유 명사이므로 첫 글자를 대문자로 적는다.
| 행정 구역 단위 | 로마자 |
| -------------- | ------ |
| 도(道)         | do     |
| 시(市)         | si     |
| 군(郡)         | gun    |
| 구(區)         | gu     |
| 읍(邑)         | eup    |
| 면(面)         | myeon  |
| 동(洞)         | dong   |
| 리(里)         | ri     |
| 가(街)         | ga     |

- 충청북도(忠淸北道): Chungcheongbuk-do
- 진주시(晉州市): Jinju-si/Jinju
- 평창군(平昌郡): Pyeongchang-gun/Pyeongchang
- 종로구(鍾路區): Jongno-gu
- 기장읍(機張邑): Gijang-eup
- 용문면(龍門面): Yongmun-myeon
- 잠실동(蠶室洞): Jamsil-dong
- 동리(洞里): Dong-ri
- 종로3가(鐘路3街): Jongno 3(sam)-ga

도로명 주소를 로마자로 표기할 때에도 도로 구분 단위(대로, 로, 길)와 지명을 붙임표('-')로 구분하며, 고유 명사이므로 첫 글자를 대문자로 적는다.
| 도로 구분 단위 | 로마자 |
| -------------- | ------ |
| 대로(大路)     | daero  |
| 로(路)         | ro     |
| 길             | gil    |

- 세종대로(世宗大路): Sejong-daero
- 종로(鐘路): Jong-ro
- 흥천사길(興天寺길): Heungcheonsa-gil
  - 단, 법정동으로 쓰인 “로”는 “-”로 구분하지 않는다.
    - 종로1가(鐘路1街): Jongno 1(il)-ga

인명을 표기할 땐 '성 이름' 순으로 띄어 쓰며, 성은 관습에 따라 사용하는 것도 허용한다. 또한 이름은 붙여 쓰는 것을 원칙으로 하되 음절 사이에 붙임표('-')를 넣는 것을 허용하며, 이름에서 일어나는 음운 변화는 표기에 반영하지 않는다. 고유 명사이므로 첫 글자를 대문자로 적는다.
- 민용하: Min Yongha/Min Yong-ha
- 홍빛나: Hong Bitna/Hong Bit-na

## 국어의 로마자 표기법이 지켜지지 않는 일
국어의 로마자 표기법은 도로명과 지명에서는 잘 지켜지고 있으나, 인명에서는 지켜지지 않는 경우가 많다. 예를 들어 성씨 '김', '이', '박', '최'는 국어의 로마자 표기법을 따르면 각각 Gim, I, Bak, Choe가 되지만, 실제로는 각각 Kim, Lee, Park, Choi라는 표기가 더 일반적으로 쓰인다. 대한민국 여권에서도 국어의 로마자 표기법은 강제 사항이 아니다.
엄익상 한양대학교 중어중문학과 교수는 한국어 인명 로마자 표기 실태와 다른 국가에서 대한민국의 공식 로마자 표기법을 받아들이는 것에 대해 다음과 같이 말한 바 있다.
중국어 로마자 표기법은 서구에서 100년 가까이 사용해오던 Wade-Giles법을 밀어내고 최근에는 1958년 중국정부가 제정한 한어병음방법을 전 세계적으로 사용하고 있다. 미국의회도서관은 물론 해외 도서관에서 한어병음으로 중국의 인명과 서명을 검색할 수 있게 되었다. 그러나 13억이 넘는 인구가 50년이 넘는 세월 동안 일률적으로 사용해온 경우와 성명의 표기는 개인의 자유라며 일반 국민은 물론 대통령까지 거의 모두 자유롭게 표기해온 국가와 비교가 될 수 있을까? 자기 집 영문 주소는 물론 성까지도 식구마다 다르게 표기할 수 있는 곳이 한국이다. 우리 스스로도 잘 지키지 않고, 수시로 바뀌는 표기법을 외국에서 뭘 믿고 쓰겠는가?

## 같이 보기
- 대한민국 영문 표기 논쟁